# Coryphantha poselgeriana
Coryphantha poselgeriana, conocida comúnmente como biznaga partida de Poselger, biznaga partida gruesa o manca caballo, es una especie de planta suculenta perteneciente al género Coryphantha, dentro de la familia Cactaceae. Es endémica del noreste de México (concretamente de los estados mexicanos de Chihuahua, Coahuila, Durango, Nuevo León, San Luis Potosí y Zacatecas).   

## Descripción

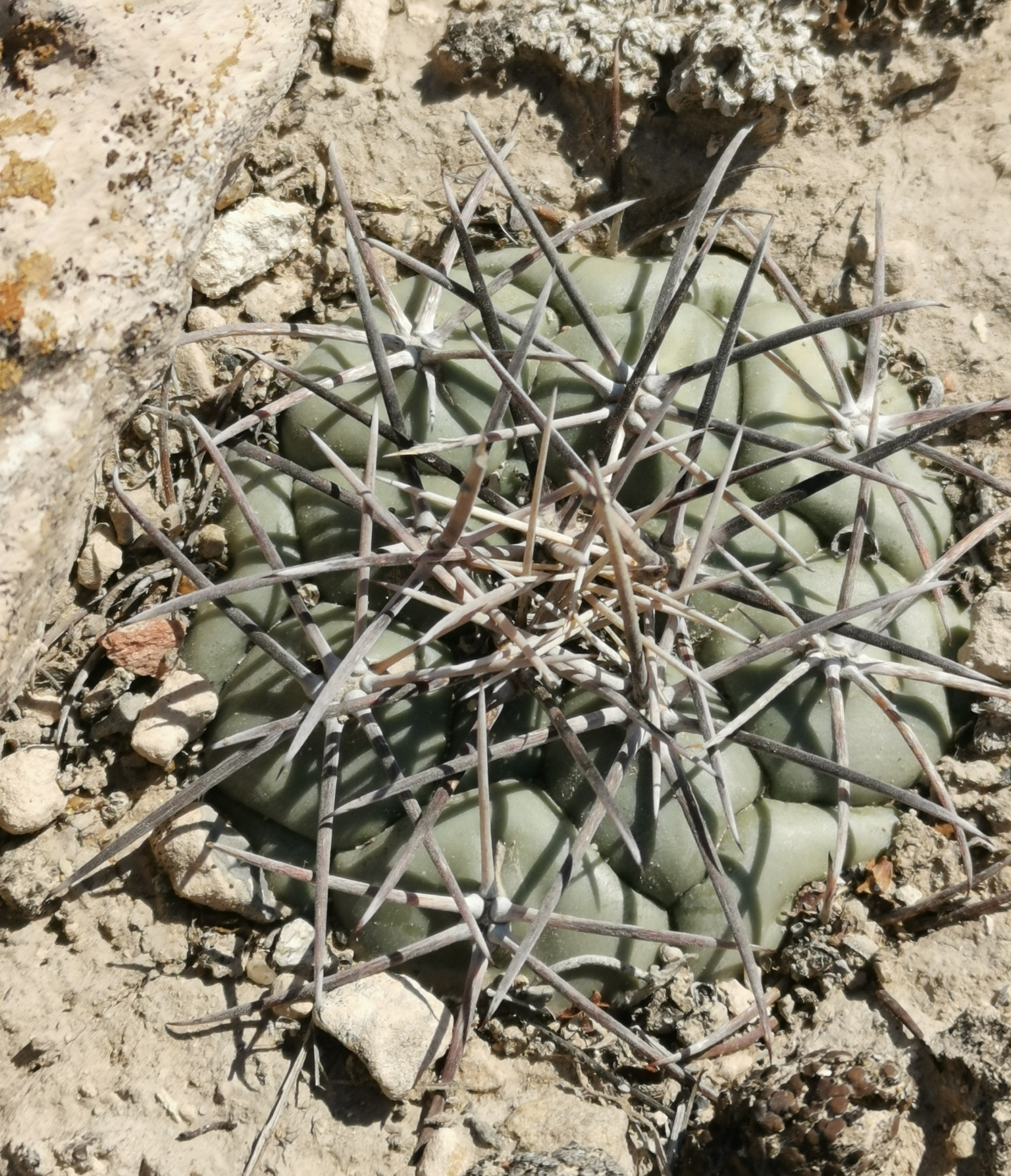
Detalle del ápice y las espinas

Coryphantha poselgeriana es una especie de cactus imponente y muy espinosa, que recuerda a un Echinocactus. Normalmente crece de forma solitaria aunque a veces forma grupos. Sus tallos van de globulares a cilíndricos cortos y tienen la epidermis de color verde azulado opaco a verde grisáceo. Miden hasta 30 cm de altura y 18 cm de ancho. Tienen el ápice redondeado y lanoso, con una raíz pivotante delgada.
Los tallos están cubiertos de tubérculos semiesfércios a cónicos, de 2 a 3 cm de largo y 5 cm de ancho, dispuestos en filas de 8 a 13. Son redondeados cerca del extremo y tienen un surco lanoso profundo. Sus axilas son lanosas y presentan de 1 a 5 glándulas de néctar de color anaranjado.
En la punta de los tubérculos se asientan areolas redondas de hasta 7 mm de ancho y están cubiertos con lana corta. Tienen una única espina central recta de color blanquecino a negruzco, generalmente prominente. Es recta, muy rígida y mide de 2 a 5 cm de largo. También tienen de 5 a 12 espinas radiales, de 3 a 4 cm de largo y de color blanquecino, aunque con la edad primero se tornan rojizas o negruzcas con la punta más oscura y luego finalmente se vuelven grisáceas. De entre ellas, de 7 a 8 espinas radiales se radian lateralmente y hacia abajo y pueden ser rectas o recurvadas.

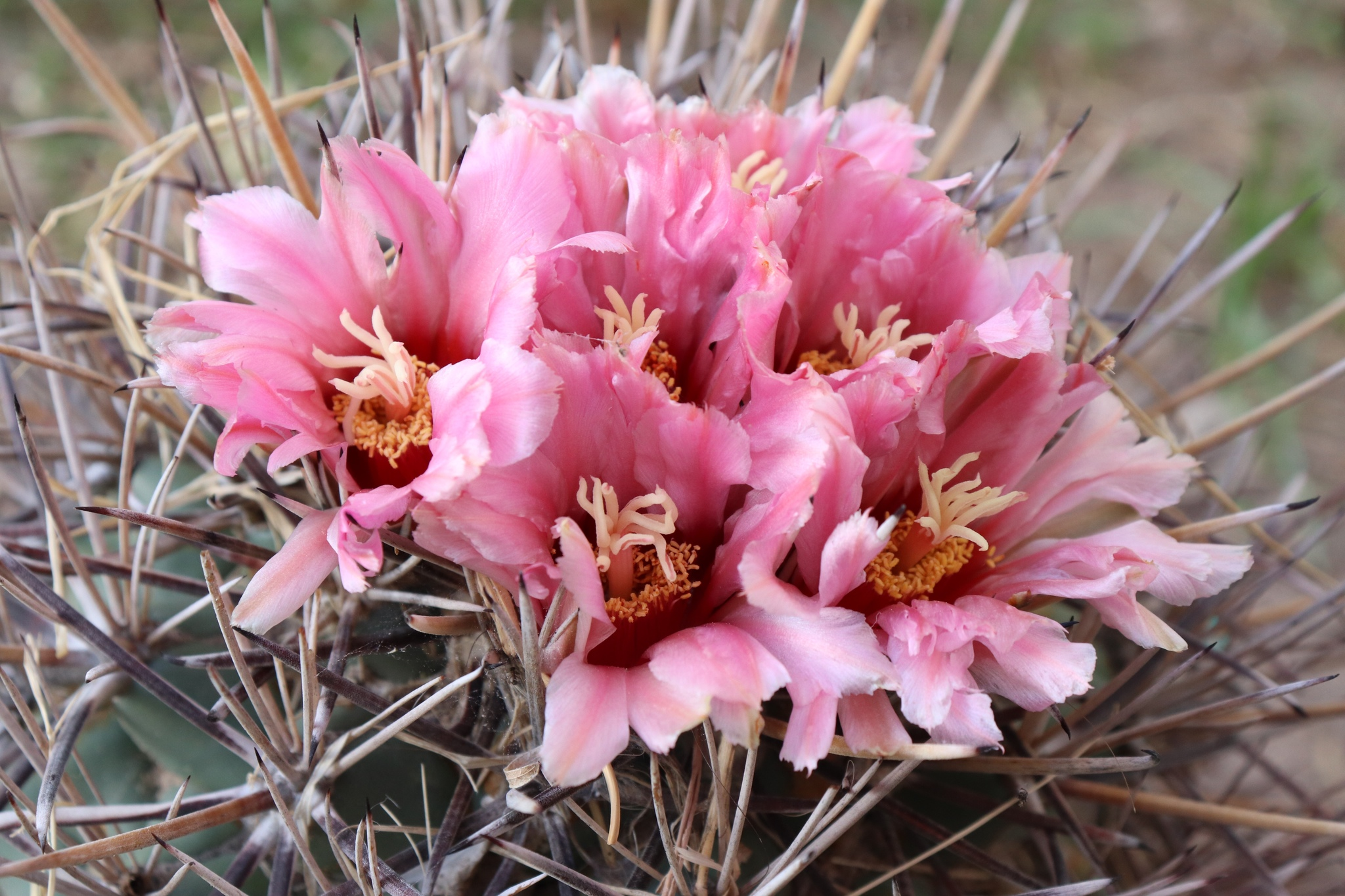
Detalle de las flores

Las flores son apicales, miden de 6 a 7 cm y son de color rosa blanquecino con el centro rosado a rojo carmín, aunque en San Luis Potosí hay variedades con flores amarillas.
Los frutos son verdes y jugosos. Tienen restos florales adheridos, miden de 2,5 a 5 cm de largo y de 0,7 a 1,8 cm de diámetro. En su interior contienen semillas reniformes, de color pardo-rojizas, de 2 a 2,5 mm de largo y 1,5 mm de ancho. Tienen la testa reticulada y brillosa.

## Distribución y hábitat

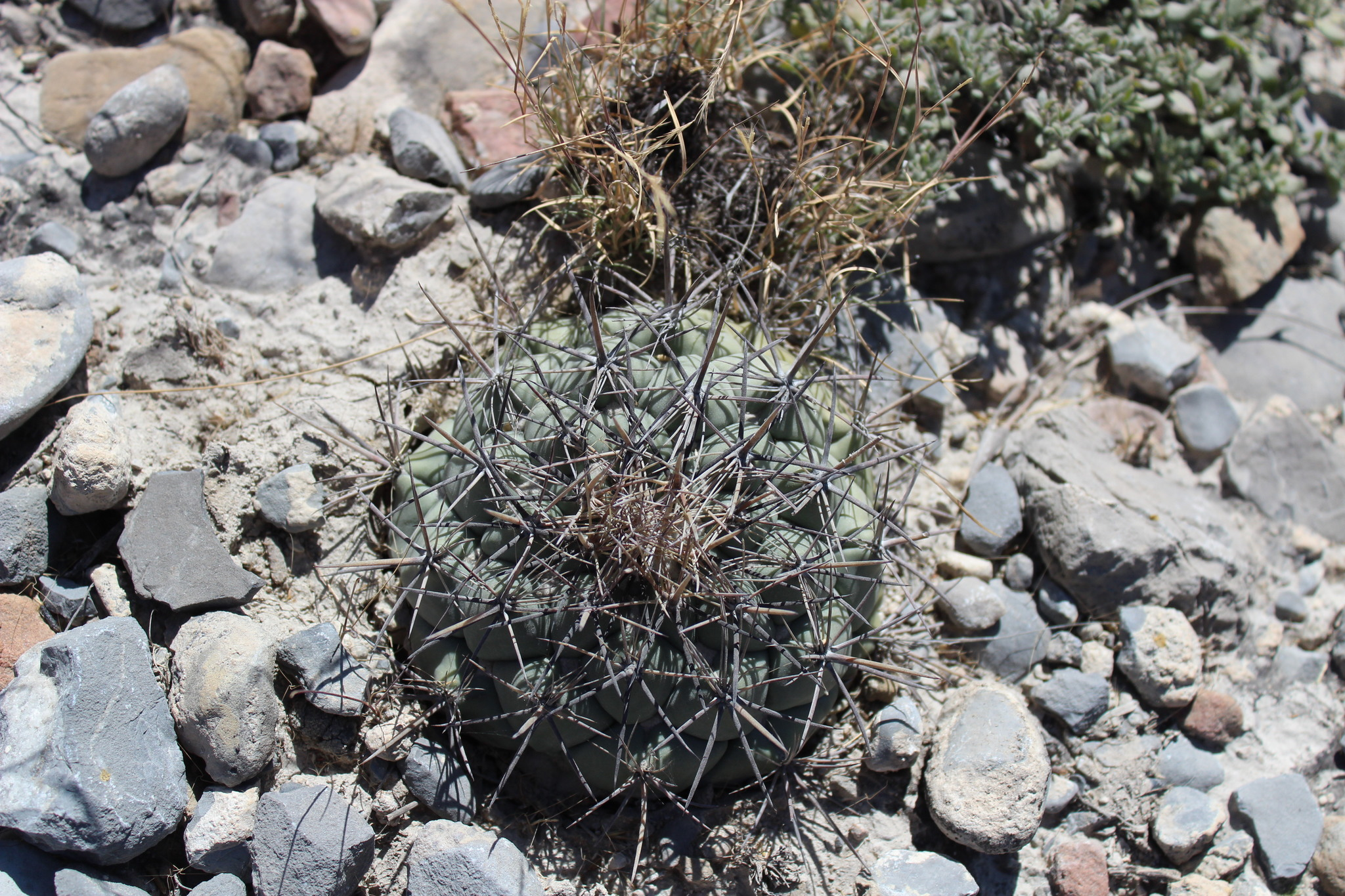
Planta en si hábitat

El área de distribución nativa de esta especie es el noreste de México (concretamente de los estados mexicanos de Chihuahua, Coahuila, Durango, Nuevo León, San Luis Potosí y Zacatecas) y crece principalmente en biomas desérticos o de matorral seco.
Vive en llanuras aluviales con suelos desnudos, arenosos o con grava. A menudo crece sobre yeso, entre los 1000 y 1300 metros sobre el nivel del mar.

## Taxonomía
La primera descripción de esta especie fue como Echinocactus poselgerianus, publicada en 1851 por el botánico alemán Albert Gottfried Dietrich en la revista científica Allgemeine Gartenzeitung 19: 346.
Posteriormente, los botánicos estadounidenses Nathaniel Lord Britton y Joseph Nelson Rose colocaron la especie en el género Coryphantha, pasando a llamarse Coryphantha poselgeriana y anotando estos cambios en el libro The Cactaceae; descriptions and illustrations of plants of the cactus family 4: 28 en el año 1923.
Etimología
- Coryphantha: nombre genérico que deriva del griego coryphe (que significa 'cima' o 'cabeza'), y anthos (que significa 'flor'), haciendo referencia a que las flores aparecen en el ápice de los tallos.
- poselgeriana: epíteto específico otorgado en honor al médico, químico y botánico alemán Heinrich Poselger (1818-1883), quien recolectó plantas suculentas en América del Norte entre 1849 y 1851.[8][9]

Sinonimia
- Cactus salm-dyckianus (Scheer ex Salm-Dyck) Kuntze, 1891
- Coryphantha kieferiana (Boed.) A.Berger, 1929
- Coryphantha poselgeriana var. valida Heinrich ex Backeb., 1961
- Coryphantha salm-dyckiana (Scheer ex Salm-Dyck) Britton & Rose, 1923
- Coryphantha valida (Heinrich ex Backeb.) L.Bremer, 1977
- Echinocactus poselgerianus A.Dietr., 1851
- Echinocactus salm-dyckianus (Scheer ex Salm-Dyck) Poselg., 1853
- Mammillaria kieferiana Boed., 1928
- Mammillaria salm-dyckiana Scheer ex Salm-Dyck, 1850
- Mammillaria saltillensis Boed., 1928
- Mammillaria valida J.A.Purpus, 1911

## Estado de conservación

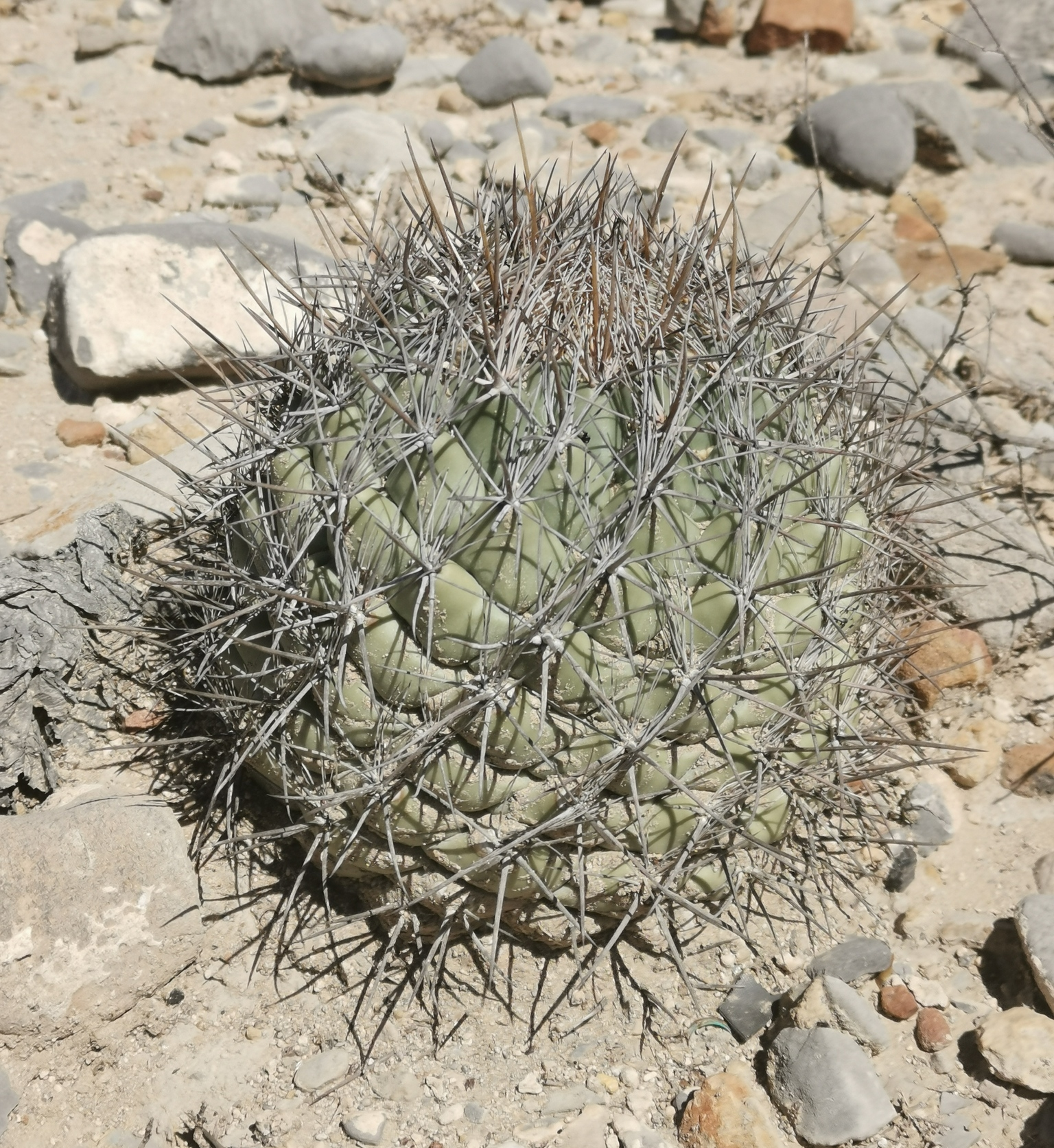
Porte de la planta

En la Lista Roja de Especies Amenazadas de la UICN, la especie está clasificada como de “Preocupación Menor (LC)” y no presenta ninguna amenaza destacable.

## Usos
Se cultiva principalmente como planta ornamental y su propagación se realiza a través de semillas. 
Es de crecimiento lento y rara vez alcanza el mismo tamaño que en la naturaleza. Necesita de un buen drenaje ya que es muy sensible al exceso de riego. En condiciones de humedad, la exudación de néctar (si no es completamente eliminada por las hormigas) puede causar la formación de moho, ennegreciéndole la epidermis. Para evitarlo, hay que rociar la planta con agua, para así eliminar el néctar.